# Jacob Trenskow
Jacob Bennedsen Trenskow (Aarhus, 26 novembre 2000) è un calciatore danese, attaccante dell'Heerenveen.

## Carriera
Trenskow è cresciuto nei settore giovanili dell'Aarhus ed il 18 settembre 2020 ha firmato un contratto fino a gennaio con l'Horsens. Il 16 febbraio 2021 ha firmato un contratto con i faroensi dell'NSÍ Runavík e due settimane dopo ha debuttato nell'incontro di Supercoppa delle Fær Øer perso 3-1 contro l'HB Tórshavn. Ha segnato il suo primo gol l'11 aprile seguente in Formuladeildin contro l'ÍF Fuglafjørður.
Il 25 gennaio 2022 ha fatto ritorno in Danimarca firmando con l'HB Køge. Dopo una prima stagione da subentrante, nel 2023 si è ritagliato un posto da titolare nell'attacco del club nerazzurro dove ha segnato 7 gol in 32 partite.
Il 9 giugno 2023 si è trasferito in Svezia al Kalmar, con cui ha firmato un contratto di tre anni e mezzo. Ha debuttato in Allsvenskan il 16 luglio seguente contro l'Hammarby ed ha segnato il primo gol con la nuova maglia l'8 aprile 2024, alla seconda giornata del campionato dell'anno successivo, contro il Sirius. Proprio nel corso dell'Allsvenskan 2024 Trenskow ha giocato in tutte le prime diciassette giornate totalizzando cinque reti e sette assist, ciononostante è stato ceduto a campionato in corso per motivi economici, mentre il club in quel momento si trovava temporaneamente in penultima posizione.
Il 9 agosto 2024, infatti, Trenskow è stato acquistato a titolo definitivo dagli olandesi dell'Heerenveen.

## Statistiche

### Presenze e reti nei club
Statistiche aggiornate al 9 agosto 2024.
| Stagione        | Squadra         | Campionato      | Campionato | Campionato | Coppe nazionali | Coppe nazionali | Coppe nazionali | Coppe continentali | Coppe continentali | Coppe continentali | Altre coppe | Altre coppe | Altre coppe | Totale | Totale | Totale |
| Stagione        | Squadra         | Comp            | Pres       | Reti       | Comp            | Pres            | Reti            | Comp               | Pres               | Reti               | Comp        | Pres        | Reti        | Pres   | Reti   |        |
| --------------- | --------------- | --------------- | ---------- | ---------- | --------------- | --------------- | --------------- | ------------------ | ------------------ | ------------------ | ----------- | ----------- | ----------- | ------ | ------ | ------ |
| 2021            | NSÍ Runavík     | FD              | 17         | 5          | CF              | 5               | 1               | UECL               | 2                  | 0                  | SF          | 1           | 0           | 25     | 6      |        |
| 2021-2022       | HB Køge         | 1D              | 11         | 3          | CD              | 0               | 0               |                    | -                  | -                  |             | -           | -           | 11     | 3      |        |
| 2022-2023       | HB Køge         | 1D              | 30         | 7          | CD              | 2               | 0               |                    | -                  | -                  |             | -           | -           | 32     | 7      |        |
| 2023            | Kalmar          | A               | 16         | 0          | CS+CS           | 0               | 0               | UECL               | 2                  | 1                  |             | -           | -           | 18     | 1      |        |
| 2024            | Kalmar          | A               | 17         | 5          | CS+CS           | 3+0             | 3+0             |                    | -                  | -                  |             | -           | -           | 20     | 8      |        |
| Totale carriera | Totale carriera | Totale carriera | 99         | 21         |                 | 10              | 4               |                    | 4                  | 1                  |             | 1           | 0           | 114    | 27     |        |